# 아담 항공 574편 추락 사고
아담 항공 574편 추락 사고는 2007년 1월 1일에 승객 96명과 승무원 6명 등 탑승객 102명을 태우고 인도네시아 수라바야를 출발, 술라웨시우타라주의 주도 마나도에 도착 예정이었던 아담 항공 574편이 악천후로 술라웨시섬에 추락, 탑승객 전원이 사망한 사고이다.

## 사고기 기체 정보
- 모델명: 보잉 737-4Q8
- 등록부호: PK-KKW
- 탑승자: 102명 (승객 96, 승무원 6)
- 편명: KI574편
- 제작년도: 1989년

## 사고 개요
당초에는 사고기가 산악지대에 추락했고, 탑승객 12명이 생존된 것으로 전해졌으나,이후 외신 측의 보도가 거짓인 것으로 밝혀졌다.
다만, 사고 여객기의 잔해가 아직까지 발견된 것이 보고된 바가 없었고, 이륙후 2시간 거리에 있는 술라웨시섬의 마나도로 향하던 도중 연락이 두절된 채 실종되었다.

## 같이 보기
- 애덤에어